# Blood Red Roses
Blood Red Roses é o 30º álbum de estúdio do cantor e compositor britânico Rod Stewart. Foi lançado em 28 de setembro de 2018 pela Decca Records e Republic Records. Foi produzido por Stewart e Kevin Savigar. O álbum inclui versões de "Grace" de Jim McCann, "It Was a Very Good Year" do Kingston Trio e "Rollin' and Tumblin'" de Hambone Willie Newbern.

## Faixas
| N.º            | Título               | Compositor(es)                            | Duração |  |
| 1.             | "Look in Her Eyes"   | Rod Stewart Kevin Savigar                 | 4:12    |  |
| 2.             | "Hole in My Heart"   | Stewart Savigar                           | 3:27    |  |
| 3.             | "Farewell"           | Stewart Savigar                           | 4:16    |  |
| 4.             | "Didn't I"           | Stewart Savigar                           | 4:01    |  |
| 5.             | "Blood Red Roses"    | Stewart Savigar Ewan MacColl              | 3:41    |  |
| 6.             | "Grace"              | Frank O'Meara Sean O'Meara                | 4:53    |  |
| 7.             | "Give Me Love"       | Stewart Savigar                           | 4:08    |  |
| 8.             | "Rest of My Life"    | Stewart Savigar                           | 3:28    |  |
| 9.             | "Rollin' & Tumblin'" | Hambone Willie Newbern Sunnyland Slim     | 3:38    |  |
| 10.            | "Julia"              | Stewart Jon McLaughlin Dave Thomas Junior | 3:36    |  |
| 11.            | "Honey Gold"         | Stewart Emerson Swinford                  | 4:44    |  |
| 12.            | "Vegas Shuffle"      | Stewart Swinford                          | 3:47    |  |
| 13.            | "Cold Old London"    | Stewart Savigar                           | 3:42    |  |
| Duração total: | Duração total:       | Duração total:                            | 51:32   |  |

| Faixas bônus da versão deluxe |                               |                 |         |  |
| N.º                           | Título                        | Compositor(es)  | Duração |  |
| 14.                           | "Who Designed the Snowflake"  | Paddy McAloon   | 3:08    |  |
| 15.                           | "It Was a Very Good Year"     | Ervin Drake     | 5:07    |  |
| 16.                           | "I Don't Want to Get Married" | Stewart Savigar | 3:14    |  |

| Faixas bônus da edição japonesa |                         |                                                                                           |         |  |
| N.º                             | Título                  | Compositor(es)                                                                            | Duração |  |
| 17.                             | "Priceless"             | Rod Stewart Kevin Savigar Emerson Swinford                                                | 3:33    |  |
| 18.                             | "Da Ya Think I'm Sexy?" | Rod Stewart Carmine Appice Duane Hitchings Rami Yacoub Kristoffer Fodgelmark Albin Nedler | 3:40    |  |
| Duração total:                  | Duração total:          | Duração total:                                                                            | 70:24   |  |

## Recepção
Stewart alcançou o primeiro lugar no Reino Unido com seu terceiro álbum de estúdio Every Picture Tells A Story em 1971 e, 47 anos depois, o álbum conquistou o primeiro lugar com mais de 41.000 vendas combinadas. Na segunda semana, permaneceu na terceira posição com 12.921 vendas.

## Paradas musicais

### Paradas semanais
| Parada (2018)                         | Melhor posição |
| ------------------------------------- | -------------- |
| Austrália (ARIA)                      | 15             |
| Áustria (Ö3 Austria Top 40)           | 18             |
| Bélgica (Ultratop Flandres)           | 23             |
| Bélgica (Ultratop Valônia)            | 66             |
| Canadá (Billboard)                    | 49             |
| República Tcheca (ČNS IFPI)           | 31             |
| Países Baixos (Dutch Charts)          | 51             |
| Alemanha (Offizielle Deutsche Charts) | 12             |
| Irlanda (IRMA)                        | 2              |
| Japão (Oricon)                        | 117            |
| Escócia (Official Scottish Albums)    | 1              |
| Espanha (PROMUSICAE)                  | 24             |
| Suécia (Sverigetopplistan)            | 9              |
| Suíça (Schweizer Hitparade)           | 18             |
| Reino Unido (Official Albums Chart)   | 1              |
| Estados Unidos (Billboard 200)        | 62             |

### Paradas de fim de ano
| Parada (2018)     | Posição |
| ----------------- | ------- |
| Reino Unido (OCC) | 15      |